# Kanizsai István (főajtónálló)
Kanizsai (II.) István (1368 – 1427/28) főúr, székely ispán, királyi ajtónállómester (magister janitorum), soproni ispán.

## Család származása
A nevezetes Kanizsai család tagja, akik közül sokan a magyar történelemben nevezetes események résztvevői voltak. Apja Kanizsai (I.) János ispán, testvérei Miklós tárnokmester, János esztergomi érsek volt.

## Élete
Nagy Lajos király halála (1382) után másodszülött leányát Máriát választották magyar királynak, akit a Kanizsai család tagjai is támogattak. Életének első nevezetes eseménye 1386-ban a délvidéki Gara mellett zajlott le. Kanizsai (II.) István is tagja volt Mária királynő és anyja Erzsébet anyakirálynő küldöttségének, akik a délvidéki főurak lázadását akarták lecsillapítani. Horváti János macsói bán megtámadta Diakovár mellett és foglyul ejtette a királyi küldöttséget és Novigrad (Zára) várába börtönözte őket. Közel egy év múlva szabadult ki a zárai fogságból.
István 1390 és 1395 között székely ispán volt.
Részt vett már Zsigmond uralkodása alatt a moldvai hadjáratokban, amelynek az volt célja, hogy a balkáni államokkal együtt harcba szálltak a török ellen.
Székely ispánsága mellett 1395 márciusától királyi főajtónálló magas funkciót is betöltötte. 1396-ban a nikápolyi vesztes csatában mint székely ispán harcolt.
János testvérével együtt kétszer is részt vett a Zsigmond elleni lázadásokban 1401. és 1403.-ban. Minden tisztségét elvesztette, de később a királytól kegyelmet kapott. 1410 között István és Zsigmond viszonya ismét szívélyesebb lett. Kanizsai István a Soproni Vármegye főispáni címet Szécsi Miklós tárnokmester vette át, miután megvált a főispáni méltóságától. Kismartoni birtokán többször vendégeskedett Zsigmond.
Kanizsai István élete végéig viselte a soproni főispánságot. Halála után a király László nevű fiát bízta meg a főispáni feladatok ellátásával, így a Kanizsai ezen ágának mint családi hűbér volt. A mai Kismartonváraljai kastély helyén 1388 és 1392 között Kanizsai István (Kanizsai család) épített várat.